# Heppell
Heppell est un hameau de la ville canadienne de Causapscal faisant partie de la municipalité régionale de comté de La Matapédia dans la région administrative du Bas-Saint-Laurent dans l'Est du Québec. Il est notamment connu pour son pont couvert, le pont heppell du nom de la famille Heppell établie à l'emplacement du hammeau,.

### Source en ligne
- Commission de toponymie du Québec
- Site de généalogie des Heppell d'Amérique